# Vincenzo D’Angelo
Vincenzo D'Angelo (ur. 22 stycznia 1951 w Bacoli, zm. 6 lutego 2008 w Villejuif) – włoski piłkarz wodny, srebrny medalista olimpijski z Montrealu. 
Trzykrotnie uczestniczył na letnich igrzyskach olimpijskich (IO 1976, IO 1980, IO 1984). Na igrzyskach w Montrealu w 1976 roku wraz z kolegami zdobył srebrny medal. Zagrał wtedy w 8 meczach, zdobywając 3 bramki. 